# Xuân Phú, Ea Kar
Xuân Phú là một xã thuộc huyện Ea Kar, tỉnh Đắk Lắk, Việt Nam.
Xã có diện tích 24,51 km², dân số năm 2007 là 5.622 người, mật độ dân số đạt 229 người/km².